# Elliott Frear
Elliott Thomas Frear (* 11. September 1990 in Exeter) ist ein englischer Fußballspieler.

## Karriere
Elliott Frear begann seine Karriere in seiner Geburtsstadt bei Exeter City. Im Jahr 2009 unterschrieb er seinen ersten Profivertrag. Kurz darauf wurde der junge Mittelfeldspieler an Tiverton Town in die Southern Football League verliehen. Nach seiner Rückkehr nach Exeter, kam Frear erst im November 2011 zu seinem Profidebüt im englischen Pokal gegen den FC Walsall. Im Oktober 2012 wurde Frear ein weiteres Mal verliehen. Zunächst lief die Leihe an den FC Salisbury City für einen Monat, während der laufenden Saison 2012/13 verpflichtete ihn der Verein fest. Im Juni 2014 wechselte Frear zu den Forest Green Rovers. Seit Januar 2017 steht er beim FC Motherwell unter Vertrag. In seiner zweiten Saison in Schottland erreichte er mit Motherwell jeweils das Finale im Pokal und Ligapokal gegen Celtic Glasgow.